# Bredenbek
Bredenbek er en kommune og en by i det nordlige Tyskland, beliggende i Amt Achterwehr under Kreis Rendsborg-Egernførde. Kreis Rendsborg-Egernførde ligger i den centrale del af delstaten Slesvig-Holsten.

## Geografi
Bredenbek ligger omkring 15 kilometer øst for Rendsborg og 18 kilometer vest for Kiel ved Bundesautobahn 210 og jernbanen Kiel–Rendsburg. Kommunen er præget af landbrug.